# ジョナタン・バンバ
ジョナタン・バンバ（Jonathan Bamba, 1996年3月26日 - ）は、フランス・ヴァル＝ド＝マルヌ県アルフォールヴィル出身のサッカー選手。コートジボワール代表。ポジションはフォワード。メジャーリーグサッカー・シカゴ・ファイアーFC所属。

## 経歴
2015年1月25日のパリ・サンジェルマンFC戦でデビュー。同年9月20日のFCナント戦で初得点を挙げた。
2016年1月18日にリーグ・ドゥのパリFCに買い取りオプションなしで期限付き移籍。
2018年7月2日、リールと5年契約を結んだ。
2023年7月18日、フリーでセルタ・デ・ビーゴに移籍し、3年契約を結んだ。
2025年1月21日、シカゴ・ファイアーFCに3年契約で移籍した。

## タイトル
LOSCリール
- リーグ・アン : 1回 (2020-21)
- トロフェ・デ・シャンピオン : 1回 (2021)